# Olympische Jugend-Winterspiele 2028
Die V. Olympischen Jugend-Winterspiele sollen im Frühjahr 2028 in den Dolomiten und dem Veltlin stattfinden und die fünfte Austragung Olympischer Jugend-Winterspiele werden.

## Vergabe der Spiele
Im Juni 2023 begannen Gespräche zwischen den Regionen Lombardei und Trentino sowie dem IOC (Internationale Olympische Komitee) bezüglich einer Austragung der Olympischen Jugend-Winterspiele 2028. Mailand als Hauptstadt der Lombardei wird gemeinsam mit Cortina d’Ampezzo die Olympischen Winterspiele 2026 ausrichten. Am 20. Juli 2024 gab das IOC bekannt, dass man mit dem Comitato Olimpico Nazionale Italiano (CONI) in den zielgerichteten Dialog getreten sei. Nach Angaben des IOC Vorstands basiere die Bewerbung primär auf bereits existierender Wettkampfstätten in drei Clustern: Valtellina, Val di Fiemme und Cortina d’Ampezzo. Die Führung des IOCs empfahl der Generalversammlung die Vergabe der Spiele zu erteilen. Dieser erfolgte am 30. Januar 2025.
| Austragungsort      | Ja | Nein | Enthaltungen | Gesamt |
| ------------------- | -- | ---- | ------------ | ------ |
| Dolomiten – Veltlin | 89 | 1    | 2            | 92     |

## Geplante Wettkampfstätten
Die Wettkampfstätten sollen sich auf drei Cluster verteilen. Die meisten Wettkampfstätten existieren bereits bzw. werden bereits für die Olympischen Winterspiele 2026 renoviert.

### Cluster Trentino
- Stadio del fondo di Lago di Tesero – Nordische Kombination, Skilanglauf, Schlussfeier
- Stadio del ghiaccio di Piné – Eishockey, Eisschnelllauf
- Dal-Ben-Skisprungschanze – Nordische Kombination, Skispringen

### Cluster Veltlin
- Livigno – Freestyle-Skiing, Snowboard
- Palaghiaccio Bormio – Eiskunstlauf, Shorttrack
- Pista Stelvio – Eröffnungsfeier, Ski Alpin
- Valdidentro Biathlon Stadium – Biathlon

### Cluster Cortina
- Pista olimpica Eugenio Monti – Bob, Rodeln, Skeleton
- Stadio olimpico del ghiaccio – Curling